# 舊亞雷奇夫
49°54′44″N 24°16′5″E / 49.91222°N 24.26806°E
舊亞雷奇夫（烏克蘭語：Старий Яричів），是烏克蘭西部的村落，隸屬利沃夫州利維夫區新亞雷奇夫市鎮，始建於1563年，面積2.1平方公里，海拔高度228米，2001年人口1,746，人口密度每平方公里831.43人。